# Семинара
Семинара (итал. Seminara, сиц. Siminara) — коммуна в Италии, в регионе Калабрия, подчиняется административному центру Реджо-Калабрия.
Население составляет 3352 человека, плотность населения — 102 чел./км². Занимает площадь 33 км². Почтовый индекс — 89028. Телефонный код — 0966.
Покровителем коммуны почитается св. Меркурий Кесарийский. Праздник ежегодно отмечается 25 ноября.

## Известные уроженцы
- Варлаам Калабрийский (1290—1348) — византийский писатель философ и богослов
- Пилатос, Леонтиос (?-1366) — греческий учёный и переводчик раннего Итальянского Возрождения